# NGC 1688
NGC 1688 ist eine Balken-Spiralgalaxie vom Hubble-Typ SBdm im Sternbild Schwertfisch am Südsternhimmel. Sie ist schätzungsweise 47 Millionen Lichtjahre von der Milchstraße entfernt und hat einen Durchmesser von etwa 35.000 Lichtjahren. 

NGC 1688 ist Mitglied der kleinen NGC 1672-Galaxiengruppe zu der außerdem noch NGC 1824 und NGC 1703 gehören.
Das Objekt wurde am 4. Dezember 1834 von dem Astronomen John Herschel mit einem 18,7-Zoll-Teleskop entdeckt.